# Tetjana Jablonska
Tetjana Nilivna Jablonska (ukrajinski: Тетя́на Ни́лівна Ябло́нська) (Smolensk, 24. veljače 1917. – Kijev, 17. lipnja 2005.) bila je ukrajinska slikarica. Njezine rane slike posvećene su radu i životu ukrajinskog naroda (npr. "Kruh", 1949.). Kasnije je slikala prirodu (npr. "Anonimne visine", 1969.; "Lan", 1977).
Tetjana Jablonska rođena je u Smolensku tada u Ruskom Carstvu. Studirala je na Kijevskom državnom institutu za umjetnost (1941.), studiju Fedira Kričevskog. Radila je vrlo produktivno do pred kraj svoga života, navodno slikajući svoju posljednju pastelnu etidu na sam dan svoje smrti.
Izabrana je za saborsku zastupnicu u Ukrajinskoj Sovjetskoj Socijalističkoj Republici (Ukrajinska Vrhovna Rada) od 1951. do '58., postala je članica Ukrajinskoga sindikata umjetnika 1944., članica odbora SSSR-ove Unije Umjetnika 1963. te članica Akademije umjetnosti SSSR-a 1975. godine.
Tetjana Jablonska je dobila mnoge počasne naslove kao što su: "Narodna umjetnica SSSR-a" 1982., "Umjetnica godine" (UNESCO) 1997., "Žena godine" (Međunarodni biografski centar, Cambridge) 2000. Bila je dobitnica Državnih nagrada SSSR-a (Staljinova nagrada: 1949., 1951. i Državna nagrada: 1979.) i dobitnica državne nagrade Ševčenko u Ukrajini (1998.).
Također je primila Red crvenog rada (1951.), Red prijateljstva naroda (1977.), Nagradu za zasluge (1997.) i najvišu državnu nagradu Ukrajine - naslov Heroj Ukrajine (2003).
Umrla je u Kijevu 17. lipnja 2005. Nacionalna banka Ukrajine izdala je srebrnu kovanicu s njenim likom 2017. godine.
Među njenim učenicima je i slikar Mihail Turovski.

## Galerija
- Slika "Kruh" na poštanskoj marki SSSR-a 1967.
- Slika "Lan" na poštanskoj marki Ukrajine 2017.
- Spomenik Tetjani Jablonskoj
- Grob Tetjane Jablonske